# Laserbohren

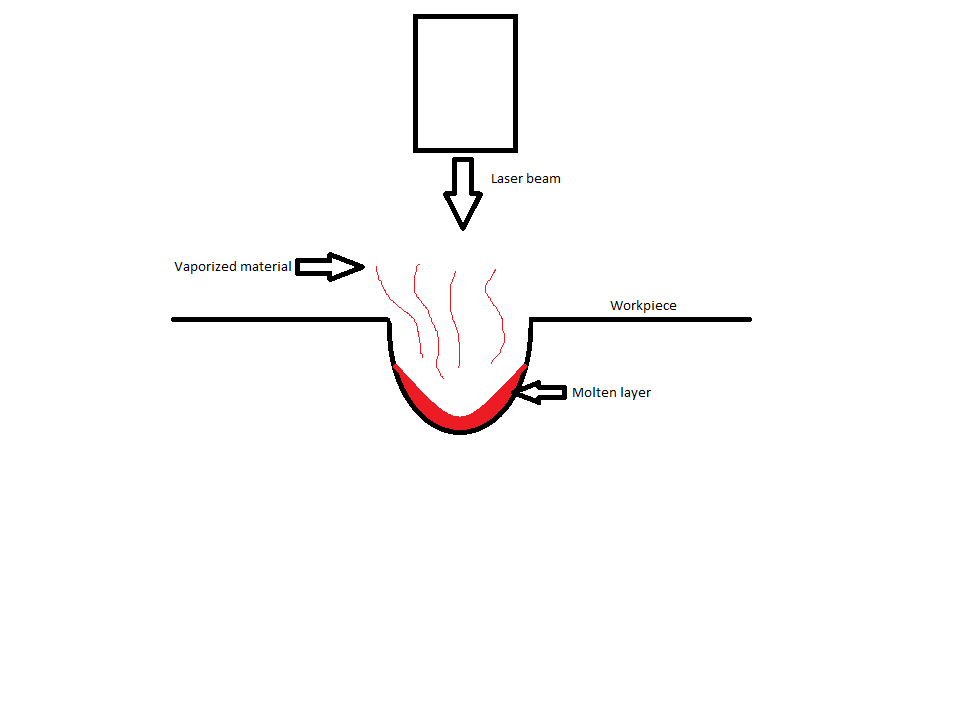

Laserbohren ist ein nicht-spanendes Bearbeitungsverfahren, bei dem mittels Laserstrahlung lokal so viel Energie in das Werkstück eingebracht wird, dass der Werkstoff aufgeschmolzen und teilweise verdampft wird. Der ionisierte Dampf (genauer Plasma) wird durch den unterschiedlichen Druck zwischen Umgebung und dem Ort der Bohrung weggeschleudert.
Ein Aufschmelzen des Materials am Rand der Bohrung ist dabei nicht erwünscht.

## Verfahren

### Einzelpulsbohren
Die Laserstrahlung wird für eine kurze Zeitdauer eingeschaltet und durchbohrt so mit einem Puls das Material. Nachteilig sind die geringe maximal durchdringbare Materialstärke von etwa 2 mm und die hohe nötige Pulsenergie. Bei Verwendung von blitzlampen-gepumpter Festkörperlaserstrahlung ist die Reproduzierbarkeit durch die kleine Puls-zu-Pulsstabilität begrenzt. Mit Faserlaserstrahlung ist die Reproduzierbarkeit deutlich größer.

### Perkussionsbohren
Die Laserstrahlung trifft in mehreren aufeinanderfolgenden Pulsen an immer der gleichen Stelle auf das Werkstück und schmilzt sowie verdampft dabei jeweils etwas Werkstoff. Der aufgeschmolzene Werkstoff wird durch die verdampfenden Anteile aus der Bohrung getrieben. Es sind somit wesentlich tiefere Bohrungen als mit dem Einzelpulsverfahren möglich (etwa 30 mm). Vorteile sind die höheren Bohrtiefen, die auch zur Oberfläche geneigt sein können, die höhere geometrische Qualität bzgl. Konizität der Bohrung und die Möglichkeit, auch extrem harte Materialien zu bearbeiten. Nachteilig ist die längere Prozessdauer.

### Trepanieren
Zunächst wird wie beim Perkussionsbohren eine Durchgangsbohrung erzeugt. Mittels einer Relativbewegung zwischen Laserstrahlung und Werkstück wird die Bohrung auf den geforderten Durchmesser aufgeweitet. Vorteile des Trepanierens sind kleinere Schmelzschichten an der Bohrungswand. Nachteilig ist die eventuelle Entstehung von Rückwandschädigungen am Werkstück, da die Laserstrahlung während der Relativbewegung durch die Bohrung gelangt.

### Wendelbohren
Wendelbohren funktioniert wie Perkussionsbohren, nur rotiert die Strahlung zusätzlich. So kommt es zu einem spiralförmigen Abtrag des Materials. Das Verfahren eignet sich vor allem für sehr präzise Bohrungen bzgl. Durchmesser und Rundheit in dünnen Materialien bis ca. 2 mm. Positive oder negative Konizität sind mittels dieses Verfahrens ebenfalls möglich.

## Vorteile gegenüber konventionellen Verfahren
- Berührungslose Bearbeitung ohne Krafteinbringung ins Bauteil
- Laserstrahlung kann dank kleiner Optiken an schwer zugänglichen Stellen zum Bohren (z. B. von Kraftstoffdüsen) eingesetzt werden
- minimale Wärmebelastung und kein Kühlmittel nötig
- gut automatisierbar
- flexibel
- Herstellung von kleinsten Bohrungen ab ca. 40 µm, die mit mechanischen Verfahren kaum oder gar nicht machbar sind

## Nachteile gegenüber konventionellen Verfahren
- meist teurer als konventionelle Verfahren
- verglichen mit konventionellen Verfahren ist der Energieaufwand enorm, d. h. der Wirkungsgrad ist äußerst schlecht

## Beispiele
- Bohrungen für die Absaugung der Strömungsgrenzschicht an Flugzeugflügeln
- Kühlluftbohrungen für die Kühlung von Turbinenschaufeln
- Einspritzdüsen für KFZ
- feine Blechgeometrien